# Talanga talangalis
Talanga talangalis là một loài bướm đêm trong họ Crambidae.